# Рема тема
Те́ма Рема — тема в шаховій композиції кооперативного жанру. Суть теми — на одній тематичній лінії знаходяться дві однаково ходячі лінійні фігури, і в процесі гри одна з них іде з лінії та після перикритичного маневру знову стає на цю лінію, змінивши порядок розміщення фігур, і наостанку обоє ходять по цій лінії в одному напрямку.

## Історія
Цю ідею запропонував німецький шаховий композитор Ганс Петер Рем (28.11.1942).
Для досягнення мети потрібно поміняти порядок розміщення на тематичній лінії двох лінійних фігур. Для цього одна фігура іде з тематичної лінії, робить ходи, щоб обійти другу фігуру і знову стати на тематичну лінію, а далі фігури рухаються одна за одною по тематичній лінії.
Ця тактична ідея дістала назву — тема Рема. Гансу Рему належить відкриття ідеї, яка має назву — механізм Рема.
|   | a | b | c | d | e | f | g | h |   |
| 8 | b7 чорний ферзь · d6 чорний ферзь · e5 чорна тура · a4 білий король · b4 біла тура · f4 білий пішак · a3 білий пішак · b3 білий пішак · c3 білий пішак · e3 білий пішак · a2 чорний кінь · b2 чорний король · c2 чорний пішак · d2 білий пішак · a1 чорна тура | b7 чорний ферзь · d6 чорний ферзь · e5 чорна тура · a4 білий король · b4 біла тура · f4 білий пішак · a3 білий пішак · b3 білий пішак · c3 білий пішак · e3 білий пішак · a2 чорний кінь · b2 чорний король · c2 чорний пішак · d2 білий пішак · a1 чорна тура | b7 чорний ферзь · d6 чорний ферзь · e5 чорна тура · a4 білий король · b4 біла тура · f4 білий пішак · a3 білий пішак · b3 білий пішак · c3 білий пішак · e3 білий пішак · a2 чорний кінь · b2 чорний король · c2 чорний пішак · d2 білий пішак · a1 чорна тура | b7 чорний ферзь · d6 чорний ферзь · e5 чорна тура · a4 білий король · b4 біла тура · f4 білий пішак · a3 білий пішак · b3 білий пішак · c3 білий пішак · e3 білий пішак · a2 чорний кінь · b2 чорний король · c2 чорний пішак · d2 білий пішак · a1 чорна тура | b7 чорний ферзь · d6 чорний ферзь · e5 чорна тура · a4 білий король · b4 біла тура · f4 білий пішак · a3 білий пішак · b3 білий пішак · c3 білий пішак · e3 білий пішак · a2 чорний кінь · b2 чорний король · c2 чорний пішак · d2 білий пішак · a1 чорна тура | b7 чорний ферзь · d6 чорний ферзь · e5 чорна тура · a4 білий король · b4 біла тура · f4 білий пішак · a3 білий пішак · b3 білий пішак · c3 білий пішак · e3 білий пішак · a2 чорний кінь · b2 чорний король · c2 чорний пішак · d2 білий пішак · a1 чорна тура | b7 чорний ферзь · d6 чорний ферзь · e5 чорна тура · a4 білий король · b4 біла тура · f4 білий пішак · a3 білий пішак · b3 білий пішак · c3 білий пішак · e3 білий пішак · a2 чорний кінь · b2 чорний король · c2 чорний пішак · d2 білий пішак · a1 чорна тура | b7 чорний ферзь · d6 чорний ферзь · e5 чорна тура · a4 білий король · b4 біла тура · f4 білий пішак · a3 білий пішак · b3 білий пішак · c3 білий пішак · e3 білий пішак · a2 чорний кінь · b2 чорний король · c2 чорний пішак · d2 білий пішак · a1 чорна тура | 8 |
| 7 | b7 чорний ферзь · d6 чорний ферзь · e5 чорна тура · a4 білий король · b4 біла тура · f4 білий пішак · a3 білий пішак · b3 білий пішак · c3 білий пішак · e3 білий пішак · a2 чорний кінь · b2 чорний король · c2 чорний пішак · d2 білий пішак · a1 чорна тура | b7 чорний ферзь · d6 чорний ферзь · e5 чорна тура · a4 білий король · b4 біла тура · f4 білий пішак · a3 білий пішак · b3 білий пішак · c3 білий пішак · e3 білий пішак · a2 чорний кінь · b2 чорний король · c2 чорний пішак · d2 білий пішак · a1 чорна тура | b7 чорний ферзь · d6 чорний ферзь · e5 чорна тура · a4 білий король · b4 біла тура · f4 білий пішак · a3 білий пішак · b3 білий пішак · c3 білий пішак · e3 білий пішак · a2 чорний кінь · b2 чорний король · c2 чорний пішак · d2 білий пішак · a1 чорна тура | b7 чорний ферзь · d6 чорний ферзь · e5 чорна тура · a4 білий король · b4 біла тура · f4 білий пішак · a3 білий пішак · b3 білий пішак · c3 білий пішак · e3 білий пішак · a2 чорний кінь · b2 чорний король · c2 чорний пішак · d2 білий пішак · a1 чорна тура | b7 чорний ферзь · d6 чорний ферзь · e5 чорна тура · a4 білий король · b4 біла тура · f4 білий пішак · a3 білий пішак · b3 білий пішак · c3 білий пішак · e3 білий пішак · a2 чорний кінь · b2 чорний король · c2 чорний пішак · d2 білий пішак · a1 чорна тура | b7 чорний ферзь · d6 чорний ферзь · e5 чорна тура · a4 білий король · b4 біла тура · f4 білий пішак · a3 білий пішак · b3 білий пішак · c3 білий пішак · e3 білий пішак · a2 чорний кінь · b2 чорний король · c2 чорний пішак · d2 білий пішак · a1 чорна тура | b7 чорний ферзь · d6 чорний ферзь · e5 чорна тура · a4 білий король · b4 біла тура · f4 білий пішак · a3 білий пішак · b3 білий пішак · c3 білий пішак · e3 білий пішак · a2 чорний кінь · b2 чорний король · c2 чорний пішак · d2 білий пішак · a1 чорна тура | b7 чорний ферзь · d6 чорний ферзь · e5 чорна тура · a4 білий король · b4 біла тура · f4 білий пішак · a3 білий пішак · b3 білий пішак · c3 білий пішак · e3 білий пішак · a2 чорний кінь · b2 чорний король · c2 чорний пішак · d2 білий пішак · a1 чорна тура | 7 |
| 6 | b7 чорний ферзь · d6 чорний ферзь · e5 чорна тура · a4 білий король · b4 біла тура · f4 білий пішак · a3 білий пішак · b3 білий пішак · c3 білий пішак · e3 білий пішак · a2 чорний кінь · b2 чорний король · c2 чорний пішак · d2 білий пішак · a1 чорна тура | b7 чорний ферзь · d6 чорний ферзь · e5 чорна тура · a4 білий король · b4 біла тура · f4 білий пішак · a3 білий пішак · b3 білий пішак · c3 білий пішак · e3 білий пішак · a2 чорний кінь · b2 чорний король · c2 чорний пішак · d2 білий пішак · a1 чорна тура | b7 чорний ферзь · d6 чорний ферзь · e5 чорна тура · a4 білий король · b4 біла тура · f4 білий пішак · a3 білий пішак · b3 білий пішак · c3 білий пішак · e3 білий пішак · a2 чорний кінь · b2 чорний король · c2 чорний пішак · d2 білий пішак · a1 чорна тура | b7 чорний ферзь · d6 чорний ферзь · e5 чорна тура · a4 білий король · b4 біла тура · f4 білий пішак · a3 білий пішак · b3 білий пішак · c3 білий пішак · e3 білий пішак · a2 чорний кінь · b2 чорний король · c2 чорний пішак · d2 білий пішак · a1 чорна тура | b7 чорний ферзь · d6 чорний ферзь · e5 чорна тура · a4 білий король · b4 біла тура · f4 білий пішак · a3 білий пішак · b3 білий пішак · c3 білий пішак · e3 білий пішак · a2 чорний кінь · b2 чорний король · c2 чорний пішак · d2 білий пішак · a1 чорна тура | b7 чорний ферзь · d6 чорний ферзь · e5 чорна тура · a4 білий король · b4 біла тура · f4 білий пішак · a3 білий пішак · b3 білий пішак · c3 білий пішак · e3 білий пішак · a2 чорний кінь · b2 чорний король · c2 чорний пішак · d2 білий пішак · a1 чорна тура | b7 чорний ферзь · d6 чорний ферзь · e5 чорна тура · a4 білий король · b4 біла тура · f4 білий пішак · a3 білий пішак · b3 білий пішак · c3 білий пішак · e3 білий пішак · a2 чорний кінь · b2 чорний король · c2 чорний пішак · d2 білий пішак · a1 чорна тура | b7 чорний ферзь · d6 чорний ферзь · e5 чорна тура · a4 білий король · b4 біла тура · f4 білий пішак · a3 білий пішак · b3 білий пішак · c3 білий пішак · e3 білий пішак · a2 чорний кінь · b2 чорний король · c2 чорний пішак · d2 білий пішак · a1 чорна тура | 6 |
| 5 | b7 чорний ферзь · d6 чорний ферзь · e5 чорна тура · a4 білий король · b4 біла тура · f4 білий пішак · a3 білий пішак · b3 білий пішак · c3 білий пішак · e3 білий пішак · a2 чорний кінь · b2 чорний король · c2 чорний пішак · d2 білий пішак · a1 чорна тура | b7 чорний ферзь · d6 чорний ферзь · e5 чорна тура · a4 білий король · b4 біла тура · f4 білий пішак · a3 білий пішак · b3 білий пішак · c3 білий пішак · e3 білий пішак · a2 чорний кінь · b2 чорний король · c2 чорний пішак · d2 білий пішак · a1 чорна тура | b7 чорний ферзь · d6 чорний ферзь · e5 чорна тура · a4 білий король · b4 біла тура · f4 білий пішак · a3 білий пішак · b3 білий пішак · c3 білий пішак · e3 білий пішак · a2 чорний кінь · b2 чорний король · c2 чорний пішак · d2 білий пішак · a1 чорна тура | b7 чорний ферзь · d6 чорний ферзь · e5 чорна тура · a4 білий король · b4 біла тура · f4 білий пішак · a3 білий пішак · b3 білий пішак · c3 білий пішак · e3 білий пішак · a2 чорний кінь · b2 чорний король · c2 чорний пішак · d2 білий пішак · a1 чорна тура | b7 чорний ферзь · d6 чорний ферзь · e5 чорна тура · a4 білий король · b4 біла тура · f4 білий пішак · a3 білий пішак · b3 білий пішак · c3 білий пішак · e3 білий пішак · a2 чорний кінь · b2 чорний король · c2 чорний пішак · d2 білий пішак · a1 чорна тура | b7 чорний ферзь · d6 чорний ферзь · e5 чорна тура · a4 білий король · b4 біла тура · f4 білий пішак · a3 білий пішак · b3 білий пішак · c3 білий пішак · e3 білий пішак · a2 чорний кінь · b2 чорний король · c2 чорний пішак · d2 білий пішак · a1 чорна тура | b7 чорний ферзь · d6 чорний ферзь · e5 чорна тура · a4 білий король · b4 біла тура · f4 білий пішак · a3 білий пішак · b3 білий пішак · c3 білий пішак · e3 білий пішак · a2 чорний кінь · b2 чорний король · c2 чорний пішак · d2 білий пішак · a1 чорна тура | b7 чорний ферзь · d6 чорний ферзь · e5 чорна тура · a4 білий король · b4 біла тура · f4 білий пішак · a3 білий пішак · b3 білий пішак · c3 білий пішак · e3 білий пішак · a2 чорний кінь · b2 чорний король · c2 чорний пішак · d2 білий пішак · a1 чорна тура | 5 |
| 4 | b7 чорний ферзь · d6 чорний ферзь · e5 чорна тура · a4 білий король · b4 біла тура · f4 білий пішак · a3 білий пішак · b3 білий пішак · c3 білий пішак · e3 білий пішак · a2 чорний кінь · b2 чорний король · c2 чорний пішак · d2 білий пішак · a1 чорна тура | b7 чорний ферзь · d6 чорний ферзь · e5 чорна тура · a4 білий король · b4 біла тура · f4 білий пішак · a3 білий пішак · b3 білий пішак · c3 білий пішак · e3 білий пішак · a2 чорний кінь · b2 чорний король · c2 чорний пішак · d2 білий пішак · a1 чорна тура | b7 чорний ферзь · d6 чорний ферзь · e5 чорна тура · a4 білий король · b4 біла тура · f4 білий пішак · a3 білий пішак · b3 білий пішак · c3 білий пішак · e3 білий пішак · a2 чорний кінь · b2 чорний король · c2 чорний пішак · d2 білий пішак · a1 чорна тура | b7 чорний ферзь · d6 чорний ферзь · e5 чорна тура · a4 білий король · b4 біла тура · f4 білий пішак · a3 білий пішак · b3 білий пішак · c3 білий пішак · e3 білий пішак · a2 чорний кінь · b2 чорний король · c2 чорний пішак · d2 білий пішак · a1 чорна тура | b7 чорний ферзь · d6 чорний ферзь · e5 чорна тура · a4 білий король · b4 біла тура · f4 білий пішак · a3 білий пішак · b3 білий пішак · c3 білий пішак · e3 білий пішак · a2 чорний кінь · b2 чорний король · c2 чорний пішак · d2 білий пішак · a1 чорна тура | b7 чорний ферзь · d6 чорний ферзь · e5 чорна тура · a4 білий король · b4 біла тура · f4 білий пішак · a3 білий пішак · b3 білий пішак · c3 білий пішак · e3 білий пішак · a2 чорний кінь · b2 чорний король · c2 чорний пішак · d2 білий пішак · a1 чорна тура | b7 чорний ферзь · d6 чорний ферзь · e5 чорна тура · a4 білий король · b4 біла тура · f4 білий пішак · a3 білий пішак · b3 білий пішак · c3 білий пішак · e3 білий пішак · a2 чорний кінь · b2 чорний король · c2 чорний пішак · d2 білий пішак · a1 чорна тура | b7 чорний ферзь · d6 чорний ферзь · e5 чорна тура · a4 білий король · b4 біла тура · f4 білий пішак · a3 білий пішак · b3 білий пішак · c3 білий пішак · e3 білий пішак · a2 чорний кінь · b2 чорний король · c2 чорний пішак · d2 білий пішак · a1 чорна тура | 4 |
| 3 | b7 чорний ферзь · d6 чорний ферзь · e5 чорна тура · a4 білий король · b4 біла тура · f4 білий пішак · a3 білий пішак · b3 білий пішак · c3 білий пішак · e3 білий пішак · a2 чорний кінь · b2 чорний король · c2 чорний пішак · d2 білий пішак · a1 чорна тура | b7 чорний ферзь · d6 чорний ферзь · e5 чорна тура · a4 білий король · b4 біла тура · f4 білий пішак · a3 білий пішак · b3 білий пішак · c3 білий пішак · e3 білий пішак · a2 чорний кінь · b2 чорний король · c2 чорний пішак · d2 білий пішак · a1 чорна тура | b7 чорний ферзь · d6 чорний ферзь · e5 чорна тура · a4 білий король · b4 біла тура · f4 білий пішак · a3 білий пішак · b3 білий пішак · c3 білий пішак · e3 білий пішак · a2 чорний кінь · b2 чорний король · c2 чорний пішак · d2 білий пішак · a1 чорна тура | b7 чорний ферзь · d6 чорний ферзь · e5 чорна тура · a4 білий король · b4 біла тура · f4 білий пішак · a3 білий пішак · b3 білий пішак · c3 білий пішак · e3 білий пішак · a2 чорний кінь · b2 чорний король · c2 чорний пішак · d2 білий пішак · a1 чорна тура | b7 чорний ферзь · d6 чорний ферзь · e5 чорна тура · a4 білий король · b4 біла тура · f4 білий пішак · a3 білий пішак · b3 білий пішак · c3 білий пішак · e3 білий пішак · a2 чорний кінь · b2 чорний король · c2 чорний пішак · d2 білий пішак · a1 чорна тура | b7 чорний ферзь · d6 чорний ферзь · e5 чорна тура · a4 білий король · b4 біла тура · f4 білий пішак · a3 білий пішак · b3 білий пішак · c3 білий пішак · e3 білий пішак · a2 чорний кінь · b2 чорний король · c2 чорний пішак · d2 білий пішак · a1 чорна тура | b7 чорний ферзь · d6 чорний ферзь · e5 чорна тура · a4 білий король · b4 біла тура · f4 білий пішак · a3 білий пішак · b3 білий пішак · c3 білий пішак · e3 білий пішак · a2 чорний кінь · b2 чорний король · c2 чорний пішак · d2 білий пішак · a1 чорна тура | b7 чорний ферзь · d6 чорний ферзь · e5 чорна тура · a4 білий король · b4 біла тура · f4 білий пішак · a3 білий пішак · b3 білий пішак · c3 білий пішак · e3 білий пішак · a2 чорний кінь · b2 чорний король · c2 чорний пішак · d2 білий пішак · a1 чорна тура | 3 |
| 2 | b7 чорний ферзь · d6 чорний ферзь · e5 чорна тура · a4 білий король · b4 біла тура · f4 білий пішак · a3 білий пішак · b3 білий пішак · c3 білий пішак · e3 білий пішак · a2 чорний кінь · b2 чорний король · c2 чорний пішак · d2 білий пішак · a1 чорна тура | b7 чорний ферзь · d6 чорний ферзь · e5 чорна тура · a4 білий король · b4 біла тура · f4 білий пішак · a3 білий пішак · b3 білий пішак · c3 білий пішак · e3 білий пішак · a2 чорний кінь · b2 чорний король · c2 чорний пішак · d2 білий пішак · a1 чорна тура | b7 чорний ферзь · d6 чорний ферзь · e5 чорна тура · a4 білий король · b4 біла тура · f4 білий пішак · a3 білий пішак · b3 білий пішак · c3 білий пішак · e3 білий пішак · a2 чорний кінь · b2 чорний король · c2 чорний пішак · d2 білий пішак · a1 чорна тура | b7 чорний ферзь · d6 чорний ферзь · e5 чорна тура · a4 білий король · b4 біла тура · f4 білий пішак · a3 білий пішак · b3 білий пішак · c3 білий пішак · e3 білий пішак · a2 чорний кінь · b2 чорний король · c2 чорний пішак · d2 білий пішак · a1 чорна тура | b7 чорний ферзь · d6 чорний ферзь · e5 чорна тура · a4 білий король · b4 біла тура · f4 білий пішак · a3 білий пішак · b3 білий пішак · c3 білий пішак · e3 білий пішак · a2 чорний кінь · b2 чорний король · c2 чорний пішак · d2 білий пішак · a1 чорна тура | b7 чорний ферзь · d6 чорний ферзь · e5 чорна тура · a4 білий король · b4 біла тура · f4 білий пішак · a3 білий пішак · b3 білий пішак · c3 білий пішак · e3 білий пішак · a2 чорний кінь · b2 чорний король · c2 чорний пішак · d2 білий пішак · a1 чорна тура | b7 чорний ферзь · d6 чорний ферзь · e5 чорна тура · a4 білий король · b4 біла тура · f4 білий пішак · a3 білий пішак · b3 білий пішак · c3 білий пішак · e3 білий пішак · a2 чорний кінь · b2 чорний король · c2 чорний пішак · d2 білий пішак · a1 чорна тура | b7 чорний ферзь · d6 чорний ферзь · e5 чорна тура · a4 білий король · b4 біла тура · f4 білий пішак · a3 білий пішак · b3 білий пішак · c3 білий пішак · e3 білий пішак · a2 чорний кінь · b2 чорний король · c2 чорний пішак · d2 білий пішак · a1 чорна тура | 2 |
| 1 | b7 чорний ферзь · d6 чорний ферзь · e5 чорна тура · a4 білий король · b4 біла тура · f4 білий пішак · a3 білий пішак · b3 білий пішак · c3 білий пішак · e3 білий пішак · a2 чорний кінь · b2 чорний король · c2 чорний пішак · d2 білий пішак · a1 чорна тура | b7 чорний ферзь · d6 чорний ферзь · e5 чорна тура · a4 білий король · b4 біла тура · f4 білий пішак · a3 білий пішак · b3 білий пішак · c3 білий пішак · e3 білий пішак · a2 чорний кінь · b2 чорний король · c2 чорний пішак · d2 білий пішак · a1 чорна тура | b7 чорний ферзь · d6 чорний ферзь · e5 чорна тура · a4 білий король · b4 біла тура · f4 білий пішак · a3 білий пішак · b3 білий пішак · c3 білий пішак · e3 білий пішак · a2 чорний кінь · b2 чорний король · c2 чорний пішак · d2 білий пішак · a1 чорна тура | b7 чорний ферзь · d6 чорний ферзь · e5 чорна тура · a4 білий король · b4 біла тура · f4 білий пішак · a3 білий пішак · b3 білий пішак · c3 білий пішак · e3 білий пішак · a2 чорний кінь · b2 чорний король · c2 чорний пішак · d2 білий пішак · a1 чорна тура | b7 чорний ферзь · d6 чорний ферзь · e5 чорна тура · a4 білий король · b4 біла тура · f4 білий пішак · a3 білий пішак · b3 білий пішак · c3 білий пішак · e3 білий пішак · a2 чорний кінь · b2 чорний король · c2 чорний пішак · d2 білий пішак · a1 чорна тура | b7 чорний ферзь · d6 чорний ферзь · e5 чорна тура · a4 білий король · b4 біла тура · f4 білий пішак · a3 білий пішак · b3 білий пішак · c3 білий пішак · e3 білий пішак · a2 чорний кінь · b2 чорний король · c2 чорний пішак · d2 білий пішак · a1 чорна тура | b7 чорний ферзь · d6 чорний ферзь · e5 чорна тура · a4 білий король · b4 біла тура · f4 білий пішак · a3 білий пішак · b3 білий пішак · c3 білий пішак · e3 білий пішак · a2 чорний кінь · b2 чорний король · c2 чорний пішак · d2 білий пішак · a1 чорна тура | b7 чорний ферзь · d6 чорний ферзь · e5 чорна тура · a4 білий король · b4 біла тура · f4 білий пішак · a3 білий пішак · b3 білий пішак · c3 білий пішак · e3 білий пішак · a2 чорний кінь · b2 чорний король · c2 чорний пішак · d2 білий пішак · a1 чорна тура | 1 |
|   | a | b | c | d | e | f | g | h |   |

b) b4 = b4

a) 1. ... Tc4 2. D:d2 Tc8 3. Dc1 Tb8 4. D:b3 T:b3#
b) 1. ... La5 2. Dh1  Ld8 3. Db1 Le7 4. D:a3 L:a3#